# Psewdas
Psewdas (gr. Ψευδάς) – wieś w Republice Cypryjskiej, w dystrykcie Larnaka. W 2011 roku liczyła 1261 mieszkańców.